# Malmstrom Air Force Base
Malmstrom AFB is een vliegbasis van de United States Air Force en plaats (census-designated place) in de Amerikaanse staat Montana, en valt bestuurlijk gezien onder Cascade County. De basis grenst aan het stadje Great Falls.
Het werd genoemd ter ere van de krijgsgevangene kolonel Einar Axel Malmström uit de Tweede Wereldoorlog. Het is de thuisbasis van de 341st Missile Wing (341 MW) van het Air Force Global Strike Command (AFGSC). Vanaf de basis wordt gespreid over een gebied van 61.000 km² een reeks van 200 LGM-30 Minuteman intercontinentale raketten beheerd. Vanop de basis wordt hiervoor gebruik gemaakt van Bell UH-1N Twin Huey helikopters voor de interventies en controles.

## Demografie
Bij de volkstelling in 2000 werd het aantal inwoners vastgesteld op 4544.

## Geografie
Volgens het United States Census Bureau beslaat de plaats een oppervlakte van
13,4 km², geheel bestaande uit land.

## Plaatsen in de nabije omgeving
De onderstaande figuur toont nabijgelegen plaatsen in een straal van 28 km rond Malmstrom AFB.